# Will Rayman
Will Rayman (Nueva York; 1 de abril de 1997) es un baloncestista estadounidense que pertenece a la plantilla del Maccabi Tel Aviv B.C. de la Ligat ha'Al. Con 2,03 metros de estatura, juega en la posición de alero.

## Trayectoria deportiva

### Universidad
Es un jugador formado en Universidad Colgate, situada en Hamilton, Nueva York, con la que disputó durante 4 temporadas la NCAA con los Colgate Raiders. 

### Profesional
Tras no ser drafteado en 2020, en verano de 2020 firmó por el Tartu Ülikool/Rock de la Alexela Korvpalli Meistriliiga estonia. Con el conjunto estonio disputó 7 partidos en los que promedió 23.43 puntos por encuentro.
El 28 de noviembre de 2020 firmó por el BG 74 Göttingen de la Basketball Bundesliga alemana.
En enero de 2021, rescinde su contrato con el BG 74 Göttingen y firma por el BK Ventspils de la Latvijas Basketbola līga letona, hasta el final de la temporada.
En la temporada 2021-22, firma por el Hapoel Haifa B.C. de la Ligat ha'Al.
El 6 de agosto de 2023 firmó un contrato de 3 años con el Maccabi Tel Aviv y fue cedido al Saint-Quentin Basket-Ball de la LNB Pro A francesa para la temporada 2023-24.